# آر گ اسپرینگستین
آر گ اسپرینگستین (انگلیسی: R. G. Springsteen؛ ۸ سپتامبر ۱۹۰۴ – ۹ دسامبر ۱۹۸۹) یک کارگردان اهل ایالات متحده آمریکا بود.